# Apoheterolocha loxaspilatoides
Apoheterolocha loxaspilatoides är en fjärilsart som beskrevs av Sterneck 1928. Apoheterolocha loxaspilatoides ingår i släktet Apoheterolocha och familjen mätare. Inga underarter finns listade i Catalogue of Life.